# Rumänische Eishockeyliga 2011/12
Die Saison 2011/12 war die 82. Spielzeit der rumänischen Eishockeyliga, der höchsten rumänischen Eishockeyspielklasse. Meister wurde zum insgesamt 13. Mal in der Vereinsgeschichte der HSC Csíkszereda.

## Teilnehmer
- HSC Csíkszereda
- ASC Corona 2010 Brașov
- Steaua Bukarest
- CSM Dunărea Galați
- CS Progym Gheorgheni
- Sportul Studențesc

## Modus
In der Hauptrunde absolvierte jede der 5 Mannschaften insgesamt 16 Spiele. Die drei bestplatzierten Mannschaften qualifizierten sich direkt für die Finalrunde, deren Teilnehmer sich alle wiederum für die Playoffs qualifizierten, in denen der Meister ausgespielt wurde. Die drei Letztplatzierten der Hauptrunde spielten den letzten Teilnehmer der Finalrunde untereinander in einer Qualifikationsrunde aus. Für einen Sieg nach regulärer Spielzeit erhielt jede Mannschaft drei Punkte, bei einem Sieg nach Overtime gab es zwei Punkte, bei einem Unentschieden einen Punkt und bei einer Niederlage nach regulärer Spielzeit null Punkte.

## Hauptrunde
Die zweite Mannschaft des  HSC Csíkszereda gewann die Hauptrunde mit 14 Siegen aus 16 Spielen.
|    | Klub                 | Sp | S  | OTS | OTN | N  | Tore   | Punkte |
| -- | -------------------- | -- | -- | --- | --- | -- | ------ | ------ |
| 1. | HSC Csíkszereda II   | 16 | 14 | 0   | 1   | 1  | 134:40 | 44     |
| 2. | CSM Dunărea Galați   | 16 | 13 | 0   | 1   | 2  | 131:52 | 40     |
| 3. | CS Progym Gheorgheni | 16 | 5  | 1   | 0   | 10 | 58:99  | 17     |
| 4. | Steaua Bukarest II   | 16 | 2  | 2   | 1   | 11 | 58:112 | 11     |
| 5. | Sportul Studențesc   | 16 | 2  | 0   | 2   | 12 | 44:122 | 8      |

Sp = Spiele, S = Siege, OTS = Siege nach Overtime, OTN = Niederlagen nach Overtime, N = Niederlagen

## Qualifikationsrunde
|    | Klub                 | Sp | S | OTS | OTN | N | Tore  | Punkte |
| -- | -------------------- | -- | - | --- | --- | - | ----- | ------ |
| 1. | CSM Dunărea Galați   | 4  | 4 | 0   | 0   | 0 | 45:14 | 12     |
| 2. | CS Progym Gheorgheni | 4  | 2 | 0   | 0   | 2 | 13:15 | 6      |
| 3. | Sportul Studențesc   | 4  | 0 | 0   | 0   | 4 | 13:42 | 0      |

## MOL-Wertung
Die drei großen rumänischen Vereine wurden entsprechend der Ergebnisse der Begegnungen untereinander in der MOL Liga eingeordnet. Der HSC Csíkszereda war demnach direkt für die Play-offs qualifiziert, die anderen beiden spielten in der Finalrunde der Meisterschaft.
|    | Klub                   | Sp | S | OTS | OTN | N | Tore  | Punkte |
| -- | ---------------------- | -- | - | --- | --- | - | ----- | ------ |
| 1. | HSC Csíkszereda        | 10 | 7 | 1   | 0   | 2 | 51:27 | 23     |
| 2. | Steaua Bukarest        | 10 | 5 | 0   | 1   | 4 | 31:47 | 16     |
| 3. | ASC Corona 2010 Brașov | 10 | 1 | 1   | 1   | 7 | 34:42 | 6      |

## Finalrunde
Die ersten drei Mannschaften qualifizierten sich neben dem HSC Csíkszereda für das  Halbfinale.
|    | Klub                   | Sp | S  | OTS | OTN | N  | Tore   | Punkte |
| -- | ---------------------- | -- | -- | --- | --- | -- | ------ | ------ |
| 1. | ASC Corona 2010 Brașov | 12 | 11 | 0   | 0   | 1  | 110:20 | 33     |
| 2. | Steaua Bukarest        | 12 | 8  | 0   | 0   | 4  | 63:40  | 24     |
| 3. | CSM Dunărea Galați     | 12 | 5  | 0   | 0   | 7  | 54:79  | 15     |
| 4. | CS Progym Gheorgheni   | 12 | 0  | 0   | 0   | 12 | 20:108 | 0      |

## Play-offs

### Halbfinale
Das Halbfinale wurde im Modus Best-of-Five durchgeführt.
|                                      | Endstand | 9. März 2012         | 10. März 2012       | 12. März 2012        | – | – |
| HSC Csíkszereda – CSM Dunărea Galați | 3:0      | 13:2 (4:0, 5:2, 4:0) | 6:3 (2:2, 1:0, 3:1) | 14:0 (6:0, 3:0, 5:0) | – | – |

|                                          | Endstand | 9. März 2012        | 11. März 2012       | 13. März 2012       | 16. März 2012                       | 18. März 2012       |
| ASC Corona 2010 Brașov – Steaua Bukarest | 3:2      | 8:5 (2:2, 5:1, 1:2) | 3:6 (1:2, 0:3, 2:1) | 3:1 (1:0, 1:1, 1:0) | 3:4 n. P. (2:0, 0:1, 1:2, 0:0, 0:1) | 5:2 (2:0, 2:0, 1:2) |

### Serie um Platz 3
Die Serie um Platz 3 wurde im Modus Best-of-Five durchgeführt.
|                                      | Endstand | 20. März 2012        | 23. März 2012       | 25. März 2012       | 27. März 2012        | – |
| Steaua Bukarest – CSM Dunărea Galați | 3:1      | 10:1 (1:0, 5:1, 4:0) | 5:6 (2:1, 2:3, 1:2) | 7:2 (0:1, 3:1, 4:0) | 10:2 (3:1, 4:1, 3:0) | – |

### Finale
Das Finale wurde im Modus Best-of-Seven durchgeführt.
|                                          | Endstand | 20. März 2012                  | 23. März 2012       | 26. März 2012       | 28. März 2012       | 30. März 2012       | – | – |
| HSC Csíkszereda – ASC Corona 2010 Brașov | 4:1      | 3:4 n. V. (1:2, 0:1, 2:0, 0:1) | 6:1 (3:0, 1:1, 2:0) | 3:1 (2:1, 0:0, 1:0) | 3:0 (0:0, 1:0, 2:0) | 3:2 (1:1, 2:1, 0:0) | – | – |